# Ramón Lobo
Ramón Lobo Leyder (Lagunillas, Venezuela, 23 de enero de 1955 – Madrid, 2 de agosto de 2023) fue un periodista y escritor español.

## Biografía
Hijo de padre español y madre inglesa, Ramón Lobo nació en Venezuela en 1955 y estuvo afincado en España desde 1960. Se licenció en Periodismo por la Universidad Complutense de Madrid, en 1975. Desde entonces trabajó en diversos medios de comunicación como la agencia Pyresa, Radio Intercontinental, Heraldo de Aragón, Radio 80, Actual, La Voz de América, Expansión, Cinco Días, La Gaceta de los Negocios y El Sol.
En agosto de 1992, entró en el diario El País, en el que permaneció veinte años como redactor de su sección de Internacional, con el que cubrió diversos conflictos: Croacia, Serbia (Provincia Autónoma de Kosovo y Metojia), Bosnia-Herzegovina, Albania, Chechenia, Irak, Argentina, Haití, Ruanda, Nigeria, Guinea Ecuatorial, Sierra Leona, Uganda, Congo, Zimbabue, Namibia y Filipinas. Fue despedido de este periódico en 2012, por el Expediente de regulación de empleo que presentó la empresa editora.
Dirigió el curso de verano Los testigos incómodos: reporteros en una zona de conflictos en la Universidad Rey Juan Carlos.
Cuando realizaba su trabajo como enviado especial para las elecciones palestinas, en enero de 2005, fue retenido en la Franja de Gaza durante algunas horas, junto a la fotógrafa Carmen Secanella, por miembros del grupo radical palestino de las Brigadas de los Mártires de Al-Aqsa.
También colaboró con diversos medios de comunicación como eldiario.es, El Periódico del Grupo Zeta, A vivir que son dos días en la Cadena SER, InfoLibre y Jot Down, en los que comentaba los principales temas de la actualidad internacional.
En 2018 volvió a escribir en El País en una columna quincenal.
Falleció el 2 de agosto de 2023, víctima de un cáncer de pulmón.

## Homenajes
En 2020 fue investido doctor honoris causa por la Universidad Miguel Hernández de Elche.
Entre sus condecoraciones destacan el premio de periodismo Cirilo Rodríguez otorgado por la Asociación de la Prensa de Segovia (2001), Intercultura a la Convivencia en Melilla (2005); José Manuel Porquet (2010) ; Premio del Club Internacional de Prensa (2013) y el Premio internacional Cátedra Manu Leguineche (2022).

## Obras
- El héroe inexistente. Los viajes de un corresponsal de guerra al corazón de las tinieblas del fin de siglo (Aguilar, 1999, ISBN 978-84-03-59852-2)
- Isla África (Seix Barral, 2001, ISBN 978-84-322-1103-4), sobre la guerra de Sierra Leona y los niños-soldado
- Cuadernos de Kabul. Historias de mujeres, hombres y niños atrapados en una guerra (RBA, 2010, ISBN 978-84-9867-782-9)
- El autoestopista de Grozni y otras historias de fútbol y guerra (KO, 2012, ISBN 978-84-939336-9-2)
- Todos náufragos (Ediciones B, 2015, ISBN 978-84-666-5825-6)
- El día que murió Kapuściński (Círculo de Tiza, 2019, ISBN 978-84-949131-4-3)
- Las ciudades evanescentes. Miedos, soledades y pandemias en un mundo globalizado (Península, 2020, ISBN 978-84-9942-936-6)
- Pensión Lobo.  Habitación número 13. (Península, 2024, ISBN  9788411002653) [11]